# 리린 친
리린 친(Lee Lin Chin, 중국어 간체자: 陈丽玲, 정체자: 陳麗玲, 1953년 ~ )은 인도네시아 태생의 오스트레일리아인 텔레비전 겸 라디오 진행자이자 언론인이다. 그녀는 SBS 네트워크와의 연계로 가장 잘 알려져 있으며 주말에는 SBS World News를 진행했다.